# Diözesanmuseum von Amalfi
Das Diözesanmuseum von Amalfi ist ein Kunstmuseum in der Stadt Amalfi, das in der Kruzifixbasilika aus dem 9. Jahrhundert untergebracht ist. Es beherbergt die Schätze des römisch-katholischen Erzbistums Amalfi-Cava de’ Tirreni und befindet sich neben der heutigen Domkirche. Der Zugang erfolgt über den Paradiso-Kreuzgang aus dem 13. Jahrhundert.

## Museum

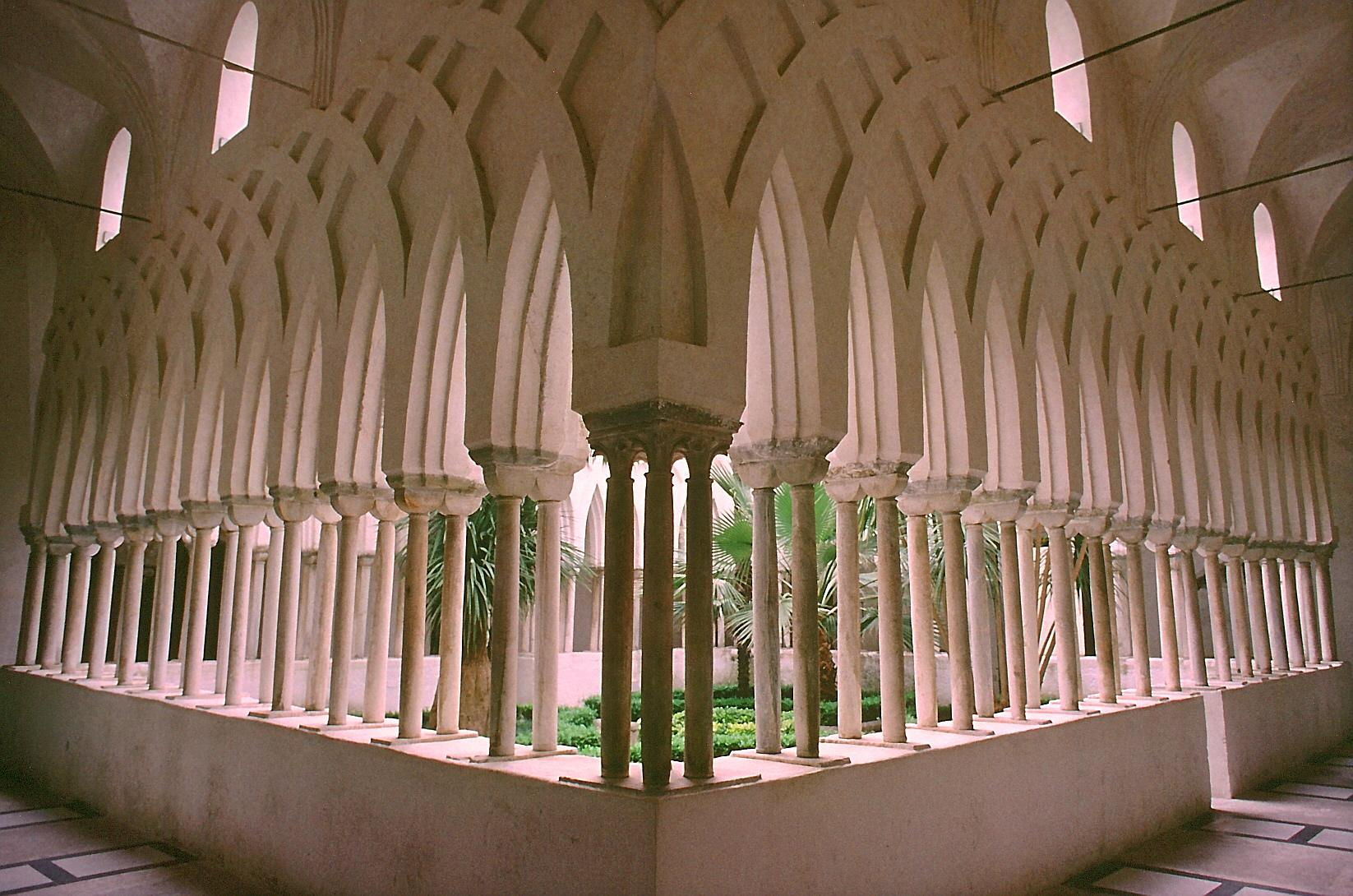
Der Paradiso-Kreuzgang

Das Diözesanmuseum wurde am 1. Juli 1995 eingeweiht und ist seitdem für die Öffentlichkeit zugänglich.
Von besonderer Bedeutung ist der Paradiso-Kreuzgang mit den Wandmalereien, der zwischen 1266 und 1268 vom Erzbischof Filippo Augustariccio (1258 bis ca. 1291) von Amalfi als Bestattungsort der Domkapitulare und des amalfitanischen Adels errichtet wurde. Seit dem Mittelalter wird der Begriff Paradiso (deutsch: „Paradies“) für diesen Kreuzgang verwendet. Im Jahr 1908 wurde er restauriert und der Öffentlichkeit zugänglich gemacht. Der Paradiso-Kreuzgang besteht aus einem quadratischen Säulengang mit ineinander verschlungenen Spitzbögen, die typisch für die normannisch-arabisch-byzantinische Kunst sind, und wird von sechzig Säulenpaaren mit Krückenkapitellen getragen. An der Südseite des Portikus befinden sich sechs mit Fresken geschmückte Grabkapellen aus dem 13./14. Jahrhundert.
Im Kreuzgang sind ein griechischer sowie ein römischer Sarkophag aus dem frühen 2. Jahrhundert n. Chr. ausgestellt, auf deren Front der Raub der Persephone bzw. die Hochzeit von Peleus und Thetis dargestellt sind. Zudem werden die Überreste eines romanischen Ambos gezeigt, der mit kosmatesken Mosaiken verziert ist.
Im Kreuzgang und in der Basilika werden die zum Teil restaurierten Wandmalereien aus dem 13. bis 14. Jahrhundert gezeigt.